# Babuíno-da-guiné
Babuíno-da-guiné (Papio papio) é uma espécie de babuíno, um macaco do Velho Mundo do gênero Papio. Algumas classificações consideraram apenas duas espécies para esse gênero: P. papio e P. hamadryas. Para essas classificações todas as espécies de babuínos, com exceção de P. hamadryas, são subespécies de P. papio.
P. papio habita uma pequena área da África Ocidental, ocorrendo na Guiné, Senegal, Gâmbia, sul da Mauritânia e oeste de Mali. Vive em florestas secas, florestas de galeria, e estepes. Possui uma pelagem de cor marrom-avermelhada, face sem pelos de cor violeta escura ou preta com um focinho semelhante ao de um cão. Possui modificações nos membros que o permite se locomover por grandes distâncias pelo chão. É a menor espeécie de babuíno, pesando entre 13 e 26 kg. A longevidade está entre 35 e 45 anos de idade.
é um animal diurno e terrestre, mas dorme nas árvores, durante a noite. A quantidade de sítios de dormida disponíveis limita o tamanho do grupo e seu deslocamento. Esses grupos podem ter até 200 indivíduos, como uma hierarquia de dominância. Os bandos providenciam significativa proteção contra ataques de leões e hienas. Como todos os babuínos, são onívoros, e se alimentam de frutos, folhas, insetos, raízes, sementes e pequenos vertebrados. Por conta de sua dieta variável, pode habitar regiões com pouca disponibilidade de alimento.
Se comunica utilizando uma ampla variedade de vocalizações e outras interações físicas. Elas também são utilizadas como forma de alarme contra predadores
Devido à sua distribuição geográfica restrita e desmatamento, é classificado como "quase amaeaçado" pela IUCN.